# Wincentawa
Wincentawa (biał. Вінцэнтава, ros. Винцентово, Wincentowo) – chutor na Białorusi, w obwodzie witebskim, w rejonie szarkowszczyńskim, w sielsowiecie Hermanowicze. W 2019 liczył 2 mieszkańców.